# 17971 Семюелхауелл
17971 Семюелхауелл (17971 Samuelhowell) — астероїд головного поясу, відкритий 10 травня 1999 року.
Тіссеранів параметр щодо Юпітера — 3,594.